# NASCAR Thunder 2002
NASCAR Thunder 2002 es un videojuego simulador de carreras desarrollado por EA Tiburon y publicado por EA Sports que salió para PlayStation, PlayStation 2 y Xbox. El tema principal del juego en los sistemas de sexta generación es "Sweet Home Alabama" de Lynyrd Skynyrd. Es el quinto juego de la serie de videojuegos EA Sports NASCAR, y es el primero de la serie en tener un título nuevo (los otros juegos simplemente dicen "NASCAR", seguido del año). En particular, es el primer juego de NASCAR que presenta esquemas de pintura alternativos en los autos. Presentaba al campeón de la NASCAR Winston Cup Series 2001 Jeff Gordon en su portada y al campeón de la NASCAR Winston Cup Series 2000 Bobby Labonte en el disco.
NASCAR Thunder 2002 fue el primer juego de NASCAR lanzado para Xbox y el segundo para PlayStation 2.

## Jugabilidad
Los modos de juego consisten en Crear un auto, Carrera rápida, Modo Temporada, Modo Carrera y Práctica. Antes de cada carrera, el jugador tiene la opción de clasificarse para una posición al inicio de la carrera, conocer la pista en los entrenamientos o "competir" con otros autos en Happy Hour. El juego tiene 35 pilotos de la temporada 2001 de la Copa Winston (menos Dale Earnhardt debido a su muerte, pero el juego tiene muchos homenajes a él, incluida una pantalla negra número 3 al inicio y varios pilotos de la entonces Busch Series y de fantasía que se pueden desbloquear.
La versión de PlayStation estaba separada de las versiones de PS2 y Xbox, incluía solo 36 conductores e incluía una función de repetición instantánea, pistas de fantasía, solo 18 conductores por carrera y se eliminaron todos los esquemas de pintura alternativos. También tiene una introducción diferente sin el número 3 que se muestra antes del logotipo de EA Sports. Un sistema de tarjetas y desafíos de encendido/trampa, similar a las placas Chase/Thunder y Lightning/Dodge Challenges en ediciones posteriores, fue un modo de juego importante en esta versión. También incluía la pista de Daytona Beach.

## Recepción
| Críticas Publicación Calificación PS PS2 Xbox Electronic Gaming Monthly N/A 8.17/10 [ 2 ] N/A Game Informer N/A 8.5/10 [ 3 ] 9/10 [ 4 ] GamePro [ 5 ] [ 6 ] [ 7 ] Game Revolution N/A B [ 8 ] B [ 9 ] GameSpot 5.8/10 [ 10 ] 8.2/10 [ 11 ] 8/10 [ 12 ] GameSpy N/A (promedio) [ 13 ] 87% [ 14 ] GameZone 9/10 [ 15 ] 9/10 [ 16 ] N/A IGN N/A 8.3/10 [ 17 ] 8.5/10 [ 18 ] Official PlayStation Magazine (EEUU) [ 19 ] [ 20 ] N/A Official Xbox Magazine N/A N/A 6.9/10 [ 21 ] The Cincinnati Enquirer N/A N/A [ 22 ] Puntuaciones de reseñas Metacritic 69/100 [ 23 ] 85/100 [ 24 ] 82/100 [ 25 ] |              |              |              |
| Críticas |              |              |              |
| Publicación | Calificación | Calificación | Calificación |
| Publicación | PS           | PS2          | Xbox         |
| Electronic Gaming Monthly | N/A          | 8.17/10      | N/A          |
| Game Informer | N/A          | 8.5/10       | 9/10         |
| GamePro | [ 5 ]        | [ 6 ]        | [ 7 ]        |
| Game Revolution | N/A          | B            | B            |
| GameSpot | 5.8/10       | 8.2/10       | 8/10         |
| GameSpy | N/A          | (promedio)   | 87%          |
| GameZone | 9/10         | 9/10         | N/A          |
| IGN | N/A          | 8.3/10       | 8.5/10       |
| Official PlayStation Magazine (EEUU) | [ 19 ]       | [ 20 ]       | N/A          |
| Official Xbox Magazine | N/A          | N/A          | 6.9/10       |
| The Cincinnati Enquirer | N/A          | N/A          | [ 22 ]       |
| Puntuaciones de reseñas |              |              |              |
| Metacritic | 69/100       | 85/100       | 82/100       |

Las versiones de PlayStation 2 y Xbox recibieron críticas "favorables", mientras que la versión de PlayStation recibió críticas "promedio", según el sitio web de agregación de reseñas Metacritic. NextGen dijo que la versión de Xbox era "Gráficamente, un juego sólido, con excelentes reflejos, baño de sol, modelado de daños, marcas de derrape persistentes y más".
El juego fue nominado para el premio "Console Racing" en la AIAS' 5th Annual Interactive Achievement Awards, que finalmente fue entregado a Gran Turismo 3: A-Spec.